# تل عراد
تل عراد هي بلدة بدوية تقع في المنطقة الشمالية الشرقية من النقب يبلغ عدد سكانها 2000 نسمة، تسكنها عدة عائلات معظمهم من النباري والكشخر والعمور.
تقع البلدة على مقربة من بلدة كسيفة.

## تل عراد الأثري
تل عِراد موقع أثري، يقع في صحراء النقب ويبعد حوالي 30 كيلو مترا إلى الشمال الشرقي من بئر السبع، تبلغ مساحته حوالي 10 هكتارات، وقد كان مأهولاً بالسكان منذ 4000 قبل الميلاد خلال المرحلتين الأولى والثانية من العصر البرونزي القديم، ومحصناً فقط خلال المرحلة الثانية من العصر البرونزي القديم. كانت تقوم في موقع تل عراد المدينة الكنعانية “عراد”.